# دانشگاه ایالتی سان فرانسیسکو
دانشگاه ایالتی سان فرانسیسکو (به انگلیسی: San Francisco State University) یک دانشگاه تحقیقاتی دولتی در شهر سان فرانسیسکو واقع در ایالت کالیفرنیا آمریکا است که در سال ۱۸۹۹ میلادی بنیان‌گذاری شده‌است.